# Кишица
Кишица (укр. Кишиця) — река во Львовском районе Львовской области, Украина. Правый приток реки Белка (бассейн Вислы).
Длина реки 10 км, площадь бассейна 34 км². Русло слабоизвилистое, в нижнем течении местами выпрямленное. Пойма в среднем и нижнем течении местами заболочена.
Берёт начало юго-восточнее села Городыславичи, недалеко от северо-западных склонов Гологор. Течёт в пределах Грядового Побужье (юго-западная часть Надбужанской котловины в Малом Полесье) сначала преимущественно на северо-запад, затем на север. Впадает в Белку около Винниковской гряды южнее села Верхняя Белка.